# Pauline Larrieu
Pauline Larrieu (* 16. Januar 1951 in Frankreich) ist eine französische Schauspielerin und Synchronsprecherin.

## Leben
Pauline Larrieu stammt aus einer Künstlerfamilie. Sie studierte Deutsch und Englisch an der Westfälischen Wilhelms-Universität. Nachdem Larrieu mehrfach am Theater zu sehen war, spielte sie in den 1970er Jahren in mehreren Sexfilmen mit. Wegen ihrer Sprachkenntnisse spielte sie auch in internationalen Produktionen wie Simon & Simon, Paris ist eine Reise wert und Heißes Verlangen mit. Parallel zu ihrer Schauspielerei ist sie seit Mitte der 1980er Jahre auch als Synchronsprecherin tätig.

## Filmografie (Auswahl)
- 1973: French Love (Bananes mécaniques)
- 1974: Tödlicher Markt (France société anonyme)
- 1975: Mit Rose und Revolver (Les brigades du tigre, Fernsehserie, eine Folge)
- 1976: Zwei scheinheilige Brüder (L'année sainte)
- 1984: Simon & Simon (Fernsehserie, zwei Folgen)
- 1988: Paris ist eine Reise wert (Marcus Welby, M.D.: A Holiday Affair)
- 1989–1993: Kommissar Moulin (Commissaire Moulin, Filmreihe, vier Folgen)
- 1994: Heißes Verlangen (Target of Suspicion)
- 1996: Kommissar Navarro (Navarro, Fernsehserie, 1 Folge)
- 1999: Die Draufgänger (Extrême limite, Fernsehserie, zwei Folgen)
- 2005: Julie Lescaut (Fernsehserie, eine Folge)